# Innocencio Fraccaroli

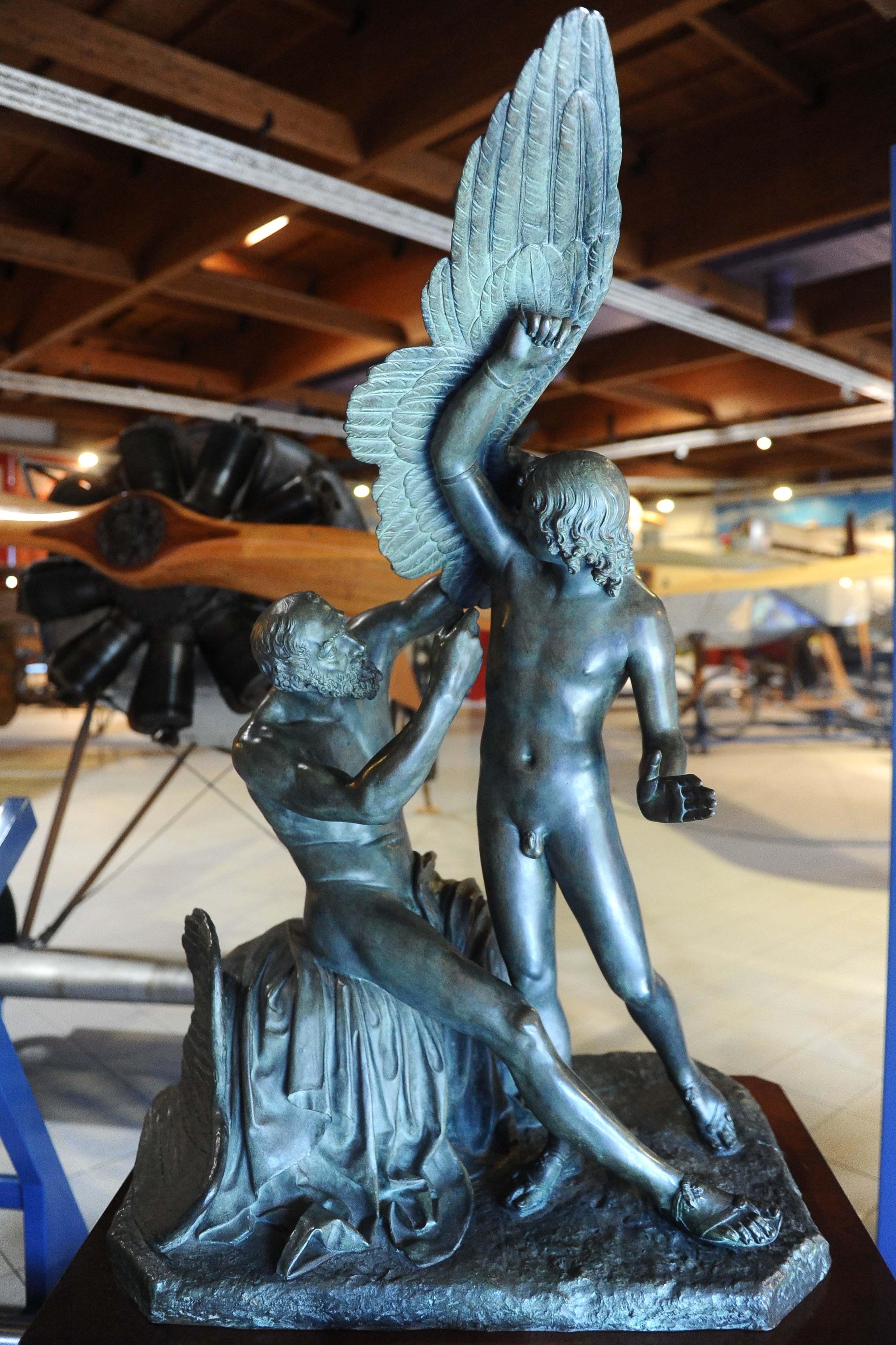
Innocenzo Fraccaroli, Dedalo attacca le ali a Icaro (1829)

Inocencio Fraccaroli fue un escultor italiano, nacido en 1805 y muerto en 1882.

## Biografía
Inocencio fue alumno de la Academia de Venecia en la que ingresó gracias a la protección de uno de sus tíos, médico en la citada ciudad.
Posteriormente, se trasladó a Milán, donde ganó una medalla de oro en el Concurso de 1828, y más tarde fue enviado por distinción particular a Roma, ejecutando sus primeros trabajos notables, y luego regresó a Milán.
Inocencio, en 1842, fue nombrado profesor de primera clase en la Academia de Florencia y en la misma época era individuo de la Academia de Milán

## Obra
- Aquiles herido
- Aquiles y Penterilea
- Bergano
- David lanzando la honda
- Dédalo sujetando las alas de Ícaro
- Descendimiento de la Cruz
- Eva segunda o después del pecado
- La degollación de los inocentes
- Liparesa llorando a la muerte de su ciervo querido
- Monumento de Carlos Manuel II de Saboya
- San Juan el Evangelista
- Santa María Magdalena
- Otras